# Siegfried Brietzke
Siegfried Brietzke (n. 12 iunie 1952, Rostock, RDG) este un canotor, medaliat olimpic. A participat la 3 ediții ale Jocurilor Olimpice (1972, 1976, 1980) în care a câștigat 3 medalii de aur.